# USS Springer (SS-414)
Za druga plovila z istim imenom glejte USS Springer.
USS Springer (SS-414) je bila jurišna podmornica razreda balao v sestavi Vojne mornarice Združenih držav Amerike.
Med drugo svetovno vojno je podmornica opravila 3 bojne patrulje.
23. januarja 1961 so podmornico posodilu Čilu, kjer so jo preimenovali v CNS Thomson (SS-22); odkupili so jo 1. septembra 1972.